# Københavns Metro
 Denne artikel bør gennemlæses af en person med fagkendskab for at sikre den faglige korrekthed.

 For alternative betydninger, se Metro.
Københavns Metro er et metrosystem med 44 stationer, heraf 30 underjordiske, 1 nedgravet åbent (Øresund) og 13 over terræn. Det nuværende system består af hhv. to sammenhængende baner (M1 og M2), Cityringen (M3) samt M4 (Nordhavnslinjen og Sydhavnslinjen). M1 og M2 strækker sig fra Vanløse over Frederiksberg og Indre By til Christianshavn, hvor den deler sig i til hhv. Vestamager gennem Ørestad (linje M1) og Københavns Lufthavn langs Amager Strandpark (linje M2). M3 (Cityringen) er en ringlinje, der forbinder Københavns Hovedbanegård med Vesterbro, Frederiksberg, Nørrebro, Østerbro samt Indre By. M4 går fra Orientkaj Station til København Syd.
M1 og M2 åbnede i 2002. I 2003 forlænges både M1 og M2 til Frederiksberg. Senere det år blev de forlænget videre til Vanløse, dog åbnede Flintholm station senere end resten af forlængelsen. I 2007 forlængedes M2 til Lufthavnen. Metroens fjerde etape (Cityringen) åbnede 29. september 2019. M4, åbnede 28. marts 2020 som Nordhavnslinjen - og den 22. juni 2024 blev Sydhavnslinjen tilføjet.
Metroen har i 2011 ca. 160.000 passagerer dagligt og har passagerindtægter på cirka 0,6 mia. kroner, svarende til en markedsandel på 18% af den kollektive trafik i Hovedstadsområdet.
Forud for byggeriet blev der foretaget arkæologiske udgravninger (Metroudgravningen) i 1996/1997 og igen i løbet af 2009-2016. Især i det indre København har udgravningerne bidraget til ny viden der tyder på at København var en egentlig handelsby op til 100 år før Biskop Absalon. Både i form af bydelen Clemensstaden i den vestlige ende at strøget og et muligt kongeligt gårdanlæg (Østergaard) ved det gamle Østerport (København) under nuværende Kongens Nytorv.

## Overblik M1 og M2
Metroens første etape fra Nørreport til Lergravsparken og Vestamager stationer indviedes den 19. oktober 2002. Etape 2A fra Nørreport til Frederiksberg indviedes den 29. maj 2003, og det sidste stykke til Vanløse (etape 2B) åbnedes den 12. oktober 2003. Dog indviedes Flintholm Station først den 24. januar 2004). Fra Lergravsparken er banen forlænget til Københavns Lufthavn i Kastrup (etape 3), der åbnede den 28. september 2007.
Af de ni underjordiske stationer er seks placeret 20 meter under jorden, mens tre stationer er placeret umiddelbart under jordoverfladen. En station er 60 meter lang og 20 meter bred. På pladserne over de underjordiske stationer findes glaspyramider, der fører dagslys ned på perronen, men på trods heraf er det dog nødvendigt altid at anvende elektrisk lys på de dybtliggende stationer. Glaspyramiderne er blevet et vartegn for metroen og er sammen med den karakteristiske metrosøjle, glaselevatorerne og trapperne de eneste udvendige tegn på, at der befinder sig en metrostation nedenunder. Alle disse synlige elementer er dog usædvanligt meget i sammenligning med andre bybaner, hvor der oftest blot er 2-3 trapper med et enkelt skilt med "U" eller "M".[kilde mangler]
Metroen M1 og M2 består af 9 km af dobbelttunnel placeret mellem 25 og 33 meter under jorden. Tunnelerne er bygget, så stationerne er placeret højere end resten af banestrækningen. Dette er energibesparende, eftersom togene kører ned ad bakke under acceleration og op ad bakke, når de bremser. I den ene side af tunnelen modsat den strømskinne, der forsyner togene med strøm, er monteret et nødfortov, som kan bruges til at evakuere togene uden for en station i nødstilfælde. Der er nødudgange for hver 600 meter, dvs. at der altid er højst 300 meter til nærmeste udgang – dette er dog kun relevant, fordi afstanden mellem stationerne er relativt høj (omkring eller over 1000 m i gennemsnit) sammenlignet med andre metrosystemer, hvor afstanden mellem stationerne typisk er 500-700 meter eller mindre i gennemsnit.[kilde mangler] Tunnelerne er veloplyste, så det er let at finde vej ud. Kabler, vandforsyning til brandslukning og andre tekniske installationer er placeret under nødfortovet. Overskydende plads i kabelkanaler udlejes til blandt andet fiberbaserede netforbindelser.
Den Københavnske Metro er kåret til verdens bedste i 2008, 2009 og 2010 ved den internationale jernbanekonference MetroRail, som arrangeres årligt af Terrapinn.[kilde mangler]

## Ejerforhold
Metroen ejes af Metroselskabet. Driften varetages af Metro Service A/S, der i de første 5 år efter åbningen var ejet af engelske Serco Group, der bl.a. også driver Docklands Light Rail i London. Den 1. januar 2008 blev Metro Service A/S overtaget af Metro Service International, der ejes af det italienske selskab Azienda Trasporti Milanesi (ATM) og Hitachi Rail . Metro Service har kontrakt til at drive den Københavnske Metro frem til 2027. ATM står for driften af hovedparten af den kollektive trafik i Milano, og AnsaldoSTS har leveret tog og systemer til Metroen. Metro Service har også kontrakt til at drive Hovedstadens Letbane frem til 2037, fra når den åbner i 2025 . Metro Service er som den eneste jernbaneoperatør i Danmark både godkendt som infrastrukturforvalter og driftsoperatør. Metro Service har mere end 600 medarbejdere.

## Forhistorie
I 1991 færdiggjorde en komité arbejdet med en trafikplan for Københavns centrum og området omkring. Denne plan indeholder beskrivelser af en forbindelse mellem de centrale dele af København og Amager. Forbindelsen skulle sammenkæde det centrale København med både Øst- og Vestamager og således også den nye Ørestad og lufthavnen i Kastrup. Strækningen til sidstnævnte skulle til dels føres ad Amagerbanens tracé.
Fokus var udelukkende på Ørestad, hvorved man forsømte at lave en samlet baneplan for hele byen, sådan som det er gjort i de fleste andre tilsvarende storbyer.
Linjeføringen har desuden 'arvet' sit princip fra Københavns S-tog, hvor flere linjer udefra flettes samme til kun én gennem centrum, hvilket har den ulempe, at der bliver for få linjer og stationer i centrum, og samtidig for lange intervaller mellem togene i yderområderne. På de fleste andre metrosystemer holdes til sammenligning alle linjer adskilte.
I 1992 blev Ørestad-konceptet fremlagt sammen med den specielle lov Ørestadsloven, som blev vedtaget samme år. Med Ørestad bliver new town-konceptet brugt for første gang i Danmark. Ideen er at bygge trafikinfrastrukturen før bygningerne i byen. Ved at sikre gode trafikale forbindelser til den nye by eller bydel ville man anspore firmaer til at bygge egne nye bygninger og på den måde skabe bydelen. I tilfældet med Ørestad skal indtægterne fra salg af grunde bruges til at støtte konstruktionen af den trafikale forbindelse. I 1993 blev Ørestadsselskabet grundlagt med Københavns Kommune og staten som ejere.

### Løsningsforslag
En diskussion tilbage i 1991 var, om denne nye trafikale forbindelse skulle bestå af en “minimetro”, et sporvejssystem eller et letbanesystem.[kilde mangler] Mens loven om Ørestad angav den ovenfor nævnte linjeføring, lod den valget af system stå åbent til yderligere diskussion.

#### Minimetroløsningen
Minimetroløsningen er et automatisk styret system uden fører om bord. I stedet forefindes servicemedarbejdere, som hjælper passagerer, kontrollerer billetter mv. (senere kendt som Metro-stewarder). Således benyttes al pladsen i toget til passagererne. I de centrale dele af København kører metrotogene i tunneler under jorden. Fordelene ved dette system inkluderer korte tidsrum mellem togene (som følge af kort afstand mellem dem) på ned til 90 sekunder, hvilket tillader brugen af kortere tog og perroner. Hermed kan omkostningerne blive lavere. Effektiviteten bliver dog også ringere i sammenligning med metrosystemer, hvor der med fører køres med intervaller ned til 120 sekunder, men samtidig med mindst 2 gange så lange tog, hvilket sammenlagt giver større kapacitet.
Togene strømforsynes af en tredje strømskinne (750 V jævnstrøm), hvilket tillader en mindre tunneldiameter, hvilket medfører lavere omkostninger til at bygge tunnellerne. Minimetroen kører på spor, som kun bruges af metroen selv og er således helt isoleret fra anden trafik.

#### Sporvejsløsningen
Sporvejsløsningen er et førerbetjent system, som kører i gadeplan med en planlagt 160 sekunder mellem sporvogne, eller det samme som omkring to gentagelser i et trafiksignal. Systemet ville blive tilpasset til trafiksignalerne på gaden, så der altid ville være grønt signal for sporvognene. Sporvognene ville benytte 750V jævnstrøm og blive strømforsynet ved hjælp af køreledninger. I de centrale dele af København ville sporvognene køre blandt anden trafik, mens de udenfor ville køre i eget trace.

#### Letbaneløsningen
Letbane eller light rail-løsningen er en kombination af minimetroen og sporvejssystemet. I det centrale København ville togene køre i underjordiske tunneler, og udenfor den centrale del ville de køre i eget profil i gadeplan. Togene ville nødvendigvis blive strømforsynet af køreledninger, da de kører i gadeplan – og derfor ville tunneldiameteren være en del større end ved minimetroen. Ligesom med sporvejssystemet ville der være 160 sekunder mellem togene i myldretiden, hvilket også nødvendiggør længere tog og tunnelperroner.

#### Valg af løsning
Følgende argumenter for valget af minimetroen som løsning gjorde sig gældende:
- Generer ikke bilisterne.
- Systemet har en formodet stor evne til at tiltrække passagerer, idet der er mulighed for høj rejsehastighed, toghyppighed, stabilitet og sikkerhed.
- Bedre miljø i byen på grund af lav støj, lavt vibrationsniveau, lav forurening, ingen visuelle gener mv.
- Lav risiko for ulykker.
- Få ubekvemmeligheder for borgere under konstruktion og brug.

Gennemsnitshastigheden inklusive stop på stationer er 40 km/t for minimetroens vedkommende, 35 km/t for letbaneløsningens og 25 km/t for sporvejssystemets.

### Passagerprognoser
Der er gennem tiden lavet en del prognoser for metroens passagertal. Rigsrevisionen bragte i en rapport fra 2004 en oversigt over de tidligste prognoser for passagertal i hhv. 2010 og ved en fuldt udbygget Ørestad (s. 37):
|                    | Langtidsbudget | Forventet driftsstart | Forventet byggestart i Ørestaden | Antal passagerer i 2010 | Antal passagerer ved fuldt udbygget Ørestad |
|                    | År             | År                    | År                               | Mio.                    | Mio.                                        |
| ------------------ | -------------- | --------------------- | -------------------------------- | ----------------------- | ------------------------------------------- |
| Prognose III       | 1994           | 2000                  | 1996                             | 69                      | 80                                          |
| Prognose IV        | 1996           | 2000                  | 1996                             | 64                      | 77                                          |
| Prognose "Etape 3" | 1999           | 2002                  | 2000                             | 72                      | 87                                          |
| Prognose V (OTM 5) | 2001           | 2002                  | 2002                             | 80                      | 88                                          |

De faktiske passagertal i 2010 viste sig dog at blive ca. 52 mio. og dermed mellem 25% og 35% under prognoserne. Passagertallene ved en "fuldt udbygget Ørestad" er vanskeligere at sætte op mod den faktiske udvikling, men i 2018 - året inden Cityringen åbnede - var passagertallet på 64,7 mio. og dermed mellem 16% og 26% under prognoserne.
Allerede i de første år var passagertallene dog lavere end forventet, og Ørestadsselskabet I/S lavede derfor i 2004 en justeret prognose for årene 2004-2011 som findes i samme rapport (s. 39):
| Mio passagerer                              | 2004 | 2005 | 2006 | 2007 | 2008 | 2009 | 2010 | 2011 |
| ------------------------------------------- | ---- | ---- | ---- | ---- | ---- | ---- | ---- | ---- |
| OTM 5-prognose                              | 61   | 61   | 61   | 61   | 73   | 73   | 80   | 80   |
| Prognose inkl. effekt af takststigning 2004 | 59   | 59   | 59   | 59   | 71   | 75   | 78   | 78   |
| Egne interne passagerforventninger          | 36   | 44   | 50   | 56   | 63   | 69   | 74   | 78   |

Som det fremgår, skød selv de mest pessimistiske forventninger dog stadig et godt stykke over målet, eftersom det faktiske passagertal for 2010 var ca. 52 mio. og dermed ca. 30% under forventningerne.

#### Passagerprognoser for Cityringen
Principaftalen om Cityringen fra 2. december 2005 angav et forventet årligt passagerantal på 45 mio. passagerer i 2019 stigende til 75 mio. passagerer i 2023.
I 2017 sagde Metroselskabets egen prognose at Cityringen i 2020 ville have et passagertal på omkring 55 mio. årligt, omkring 65 mio. årligt i 2021 og omkring 75 mio. i 2022. Det realiserede passagertal blev 23,5 mio. i 2020 og 30,5 mio. i 2021, svarende til ca. 45% af det forventede. Det må bl.a. ses i sammenhæng med Covid-19 pandemien, hvor restriktionerne blev ophævet pr. august 2021.
I 2022, uden restriktioner, var passagertallet dog kun steget til 46,1 mio. og lå således på ca. 61% af det forventede.

##### Nye prognoser for den samlede metro
I Metroselskabets årsrapport for 2021 findes i en fodnote på s. 92 følgende fornyede prognose for det samlede metrosystem:
"Passagertallene er fastlagt med udgangspunkt i passagerprognose baseret på den senest opdaterede trafikmodel. I perioden 2022-2027 er der taget højde for forventet passagerindsving som følge af COVID-19. Der budgetteres med et passagertal i 2022 på 91 mio. passagerer stigende til 116 mio. i 2023 og 174 mio. i 2027. Passagertallet for 2035 forventes at ligge på 189 mio. passagerer. Efter 2035 svarer passagertallene til den gældende forventning for 2035."
Det faktiske passagertal for 2022 blev på 107,9 mio., og dermed lå en prognose for første gang nogensinde under det faktisk realiserede tal, et tal som kun lå lidt under prognosen for 2023.

## Konstruktion

### Tunneller
Detaljerne for minimetro-systemet, som fx eksakte placeringer og navne på stationerne på den første del af Metroens strækning fra Nørreport Station til hhv. Lergravsparken og Vestamager, blev fastlagt midt i 1996. Et nyt joint venture-firma, COMET, blev grundlagt. Dette firma – The Copenhagen Metro Construction Group – var ansvarlig for at bore tunnellerne og konstruere dele af tunnelstationerne. COMET består af medarbejdere fra seks firmaer fra forskellige lande. Som følge af den store mængde af internationale medarbejdere, er hovedsagelig engelsk blevet brugt under konstruktionen.
Tunnelerne var det første, der blev konstrueret. En tunnelsektion vejer 3100 kilogram og har en indre diameter på 4,9 meter. Der er seks betonelementer i tunnelcylinderen, og togskinnerne monteres direkte på disse uden sveller på tværs af skinnerne.
Tre forskellige metoder blevet brugt til at konstruere tunnellerne.

#### Tunnelboremaskinemetoden
Tunnelboremaskinemetoden er den metode, som er ansvarlig for hovedparten af tunnelerne i metroen. En tunnelboremaskine, eller TBM, er en earth pressure balance-maskine. Borehovedet består af en stor roterende skive med en række skæreskiver og skrabere monteret. Borehovedet virker inde i et udgravningskammer, som kan tætnes af, således at det er helt vandtæt. Det drives af en kombination af elektriske motorer og hydraulik. Først knuses materialet i udgravningskammeret ved brug af enten skrabere eller skæreskiver, afhængigt af materialet. Herefter fjernes det knuste materiale med en Arkimedes' skrue, som placerer materialet på et rullebånd, der fører det over i små arbejdskøretøjer, som herefter kører det ud af tunnelen og op på skibe, der til sidst sejler det væk. Når der ikke er mere materiale i udgravningskammeret, kører TBM'en fremad, og betonpanelerne i tunnelvæggen monteres. Når der arbejdes i områder med megen vandindstrømning, forsegles udgravningskammeret først fra resten af TBM'en, hvilket forhindrer vand i at oversvømme tunnelen.
Det meste af tunnelen er boret gennem københavnkalksten af Danien alder (sluttede for ca. 61,7 millioner år siden). Dette gælder dog ikke for tunnelen vest for Frederiksberg Station. Kalksten er et stabilt materiale, som er velegnet til at konstruere sådanne tunneler i. Ovenover kalkstenen findes moræneaflejringer fra Weichsel-istiden (sluttede ca. år 9.600 f.Kr.).

#### New Austrian Tunnelling-metoden
Dele af tunnelerne kan ikke konstrueres med normal TBM-boring. Visse steder, som fx hvor tunnelerne deler sig i to, eller hvor sporene i hver tunnel skal forbindes med hinanden (fagsp.: en crossover), behøver man en større tunneldiameter end den ved TBM-metoden. Her bruges NATM, eller New Austrian Tunnelling-metoden. Tunnelen konstrueres ved hjælp af gravemaskiner, som er påmonteret en hydraulisk fræser. Under konstruktionen holdes tunnelen på plads midlertidigt med støbebeton og stålbuer.

#### Cut & Cover-metoden
Når tunnelen skal placeres tæt ved overfladen, som fx lige inden sporene forlader tunnelen og forsætter over jorden, bruges Cut & Cover-metoden. Denne metode involverer, at man udgraver en stor åbning, i hvilken tunnelsektionerne støbes. Tunnelens "tag" støbes udenfor tunnelen og placeres herefter på den. Cut & Cover bruges på Islands Brygge, Frederiksberg og Lergravsparken. Disse tunneller er firkantede i tværsnit, i modsætning til de runde, borede tunneller.

### Tunnelstationer
De dybe tunnelstationer er placeret i en enkelt udgravet boks med de førnævnte dimensioner (20 m × 20 m × 60 m). Eftersom kun denne boks skal udgraves, er det ikke nødvendigt at ekspropriere bygninger, der ligger i nærheden af stationerne. Kun selve det rektangulære område over stationen skal være frit for andre bygninger og objekter. Den udgravede boks indeholder alle elementerne i stationen, såsom rulletrapperne, perronen, glaselevatoren, skilte, billetautomater osv.
De dybe tunnelstationer er bygget oppefra og ned. Først bygges en vandtæt væg rundt om stationen, for at sikre, at man kan udgrave den i en vedholdende og tør fordybning, som er modstandsdygtig over for vandindtrængning. Denne væg er bygget af betonpæle, der er placeret så tæt, at de udgør en samlet væg, som er fuldstændig vandtæt. Denne metode blev valgt på grund af dens venlighed over for miljøet. Metoden resulterer i meget mindre støj og vibrationer end traditionelle konstruktionsmetoder. Når den vandtætte væg er bygget, støbes taget. Den øvre halvdel af stationen er udgravet i en tør fordybning uden at grundvandets niveau gøres lavere. Herefter støbes de tværgående bærebjælker og teknikrummet. På grund af det stabile materiale, der omgiver stationen, er det muligt også at udgrave den nedre halvdel af stationen. Dette gøres, og gulvet støbes herefter. Når tunnelboremaskinerne ankommer til stationerne, bliver de ført gennem stationsrummet, så de kan fortsætte boringen på den anden side. Når det er blevet gjort, etableres perronerne, rulletrapperne og andre sådanne objekter.
De lave tunnelstationer bygges med den samme Cut & Cover-metode som ved udgravningen af tunnelen.

## Infrastruktur

### Stationer og linjer
Københavns Metros første to linjer, M1 og M2, blev taget i drift i 2002. I 2007 blev M2 udvidet med fem stationer på Østamager med Lufthavnen som ny endestation.
Cityringen blev åbnet i 2019 hvorved to yderligere linjer M3 og Nordhavnslinjen (M4) tages i drift. En forlængelse af M4 (Sydhavnslinjen) blev åbnet i 2024.
| Linje | Navn                         | Farve | Farve | Rute                                                                              | Åbningsår | Længde     | Stationer |
| ----- | ---------------------------- | ----- | ----- | --------------------------------------------------------------------------------- | --------- | ---------- | --------- |
| M1    | Linje M1                     | Grøn  | M1    | Vanløse — Frederiksberg — Nørreport — Kongens Nytorv — Ørestad — Vestamager       | 2002      | 13,1 km    | 15        |
| M2    | Linje M2                     | Gul   | M2    | Vanløse — Frederiksberg — Nørreport — Kongens Nytorv — Amagerbro — Lufthavnen     | 2002/2007 | 14,2 km    | 16        |
| M3    | Cityringen                   | Rød   | M3    | København H — Frederiksberg — Nørrebro — Østerport — Kongens Nytorv — København H | 2019      | 15,5 km    | 17        |
| M4    | Nordhavnsmetro/Sydhavnsmetro | Blå   | M4    | København Syd — København H — Kongens Nytorv — Østerport — Nordhavn — Orientkaj   | 2020/2024 | 4,5/5,7 km | 8/5       |

M1 og M2 udgør i alt 23 stationer. To stationer er udenfor Københavns og Frederiksberg Kommuner, begge (Kastrup og Lufthavnen) i Tårnby Kommune.

### Rullende materiel
Metroen råder over 42 førerløse metrotogsæt fra AnsaldoBreda. At de er førerløse betyder imidlertid ikke, at der aldrig er medarbejdere om bord. I togene og på perronerne er de såkaldte metro-stewarder til stede. I togene befinder de sig blandt de andre passagerer og ikke i et afgrænset område forbeholdt personale. Hele toget er således tilgængeligt for passagererne. Der er seks automatiske døre i hvert tog. Togsættene, der hver kun består af 3 vogne, har automatiske koblinger i begge ender, men der er ikke – hverken i udformningen af de eksisterende stationer eller i fremtidige byggeplaner – taget højde for at anvende denne mulighed for sammenkobling af flere sæt til længere tog.
Der er plads til 306 passagerer i hvert tog, som er 39 meter langt og 2,65 meter bredt. Togene bruger den udbredte sporvidde 1435 millimeter, og gulvhøjden er 850 millimeter over skinnerne – den samme højde, der også benyttes på perronerne. Den trinløse indstigning gør det muligt for handicappede i kørestol eller for folk med cykler og barnevogne at stige ind i toget uden særlig assistance. Togene har digitale informationsdisplays, der viser navnet på den næste station (men ikke f.eks. aktuelt linje-nummer). Display'ene viser dog kun informationen til én side, hvorved passagerer midt i toget ikke kan se dem.
På seks udvalgte steder i toget forefindes opkaldspunkter, der kan bruges til at komme i kontakt med kontrolcenteret. I togene er også overvågningskameraer. De 52 ton tunge tog har en tophastighed på 90 km/h, og accelerationen er 1,3 m/s².
Ansaldo STS har været totalleverandør på jernbanedelen og har selv leveret skinner, sikkerheds- og styresystemer mv. Togene er leveret af søsterselskabet AnsaldoBreda.
De 34 tog blev bestilt til betjening af fuldt udbygget etape 1-3, idet bestillingen skete før etape 3 i det hele taget var besluttet så at sige på forventet efterbevilling.

## Sikkerheds- og kontrolsystemet
Hele systemet styres af et fuldautomatisk system kaldet ATC (Automatic Train Control). Hensigten ved et fuldautomatisk system er, at der skal være plads til færre menneskelige fejl, og der skal være mulighed for kortere afstand mellem tog som følge af præcis acceleration og bremsning. ATC-systemet består af de tre undersystemer ATS (Automatic Train Supervisory), ATO (Automatic Train Operation) og ATP (Automatic Train Protection).

### ATP-systemet
ATP-systemet beskytter passagerer, personale og metroen selv imod ulykker såsom påkørsler mellem tog, afsporinger og åbne døre under kørslen. Systemet kontrollerer, at hastighedsbegrænsninger overholdes, at sporskifterne er indstillet til den rette position, samt at ingen tog kører for tæt på hinanden eller på afspærret spor (fx som følge af fremmede objekter på spor eller vedligeholdelse).

### ATO-systemet
ATO-systemet er ansvarligt for at standse togene på stationerne, åbne dørene, vente det nødvendige tidsrum og igangsætte toget igen. Denne del af systemet kan sammenlignes med den fysiske fører af toget i førerbetjente systemer. Systemet virker på et meget højt niveau og har ikke adgang til de vitale funktioner såsom at indstille sporskifternes position. De fleste førerbetjente systemer har både ATP og ATS, så det er ATO-systemet der adskiller Københavns metro fra disse.

### ATS-systemet
ATS-systemet overvåger og kontrollerer metrotogenes ruter og destinationer. Det er dette system, der vælger, hvilken rute toget skal benytte. I systemet er indlejret forskellige scenarier, der benyttes i forskellige situationer – eksempelvis et til normal drift og et til enkeltsporet drift fx om natten eller når en sporsektion er under vedligeholdelse (fagsp: en shuttle). Statusinformation om togene vises i kontrolcenteret på en skematisk oversigtsskærm. Systemet lagrer også informationer om fejl, alarmer og andre specielle begivenheder i udstyr på sporene.
Fem operatører i kontrol- og vedligeholdelsescenteret (KVC) på Vestamager overvåger konstant metroen. Under normale omstændigheder overvåger disse medarbejdere blot metroens drift, men hvis en uventet situation opstår, gribes der ind, og en handlingsplan til den uventede situation udføres evt. På kontrol- og vedligeholdelsescenteret udføres også vedligeholdelse og rengøring af togene. Udvendig rengøring udføres automatisk. Et tog kan automatisk forlade driftsområdet og køre ind på KVC, rengøre sig selv udvendigt, udføre almindelig kontrol af toget, og senere placere sig i rækken af tog, der er klar til at køre ud i drift igen. Et tog kan naturligvis også tages ud af systemet og styres manuelt, hvis der skal udføres særlig vedligeholdelse.

## Problemer i begyndelsen
Selvom det kunne virke, som om der fra begyndelsen var perfekte forudsætninger for en stabil og sikker drift uden problemer, løb metroprojektet fra starten ind i en række uforudsete situationer. I det følgende er opridset en række af dem. Listen er tilstræbt at være nogenlunde kronologisk:
- Da Ørestadsselskabet midt i 1990’erne besluttede, at der skulle anlægges en metro på bekostning af en bybane, blev prisen beregnet til 5,5 milliarder kroner.[22] Efter en høringsperiode blev der opstillet en række krav, som betød, at budgettet for det samlede Ørestads- og Metro-projekt projektet blev fordyret med yderligere 800 millioner kroner,[22] og til sidst 9,7 milliarder kroner.[23] Virkeligheden viste, at prisen for den første del af metroen endte på 12,1 milliarder kroner,[23][24] og i 2006 var frygten at Ørestadsselskabet var havnet i en gældsfælde.[25]
- Ikke alle naboer til metrobyggeriet var lige begejstrede. Hotel d'Angleterre frygtede i 1998 for gæsternes nattero, men tilsyneladende ubegrundet.[26] Til gengæld opstod der i 1998 problemer med grundvandssænkninger på Islands Brygge[27] trods forsikringer om det modsatte.
- Ved Nørreport station skulle den nye metrostation forbindes med den eksisterende station for S-tog og regionaltog. Valget stod mellem en dybtliggende og en højtliggende tunnel.[28] Daværende trafikminister Sonja Mikkelsen besluttede i januar 2000 med grundlag i en omstridt rapport[29] og med Venstres støtte[30] sig for den dybtliggende løsning til trods for dennes større gener i anlægsperioden.[31][32] Generne udeblev da heller ikke, idet halvdelen af perronerne for S-tog og regionaltog blev spærret af i anlægsperioden. Følgen blev, at længere tog kun kunne få nogle vogne til perron, mens resten blev holdt aflukkede.
- Tidsplanen skred med to år, så indvielsen først fandt sted i 2002 og ikke som planlagt i 2000.[33][34] Tiden for afspærringerne ved stationernes byggepladser blev tilsvarende forlænget. Det var bl.a. problematisk for visse butikker ved Nørreport station, hvor kunderne dårligt kunne se, at butikkerne faktisk var åbne.
- Selve indvielsen kunne nær også være blevet forsinket, idet der var usikkerhed om Jernbanetilsynets godkendelse.[35] Denne indløb dog få dage før, således at indvielsen kunne ske som planlagt.[36] I de første måneder var der dog visse begrænsninger, der havde til følge, at der måtte køres med dobbelt så store intervaller som planlagt.[37]
- Andre problemer viste sig først senere. Et par gange i 2003 gik døre op under kørslen.[38] Samtlige togsæt blev efterfølgende undersøgt for at undgå gentagelser, men problemet opstod igen i 2005.[39]

- Der har været flere faldulykker i metroen, der i et par tilfælde har haft dødelig udgang. I 2003 døde i maj først en 17-årig dreng og senere i september en 26-årig mand efter at have mistet balancen på rulletrapperne ved henholdsvis Kongens Nytorvs og Nørreports metrostationer.[40] Disse ulykker førte til at dert blev besluttet at opsætte faste gelændere langs rulletrapperne og skarpe kanter på stationernes rækværker[41]. I 2004 faldt en beruset mand ned fra rulletrappen på Kongens Nytorv metrostation og kom alvorligt til skade.[41] Denne ulykke førte til at metroens rulletrapper fremover stoppede fra midnat til klokken 6 om morgenen.[42] I 2006 døde en kvinde efter et fald, der ifølge politiet var resultatet af et selvmord.[43] I 2011 forsøgte en mand på samme vis selvmord på metrostationen på Kongens Nytorv, men overlevede faldet.[44]
- Fra begyndelsen var de underjordiske stationer forsynet med glasvægge og -døre, der kun åbnes, når der holder tog, men de højtliggende stationer havde i stedet sensorer, der sørgede for at standse metroen, hvis personer eller genstande, der kunne medføre afsporing, faldt ned på sporet. Begge dele var for at undgå påkørsler af folk, der med eller mod deres vilje befandt sig i sporet. Systemet med kun sensorer på højtliggende stationer havde imidlertid den ulempe, at det også reagerede på bortkastede gratisaviser, fugle og andet med omfattende driftsforstyrrelser til følge.[45] Derfor blev det i 2014 besluttet at samtlige stationer skulle forsynes med glasvægge og -døre, der kun åbnes, når der holder tog. Indførelse af glasdøresystem på alle stationer gavnede ikke kun sikkerheden, men også intensiviteten af metrokørsel, da det er blevet muligt at køre med 1,5 minuts interval på højtliggende stationer i myldretiden, hvilket er en halvering af det gamle interval og var hidtil forbeholdt dybtliggende stationer.
- Der er etableret cykelkældre ved alle metrostationer. Dårlig skiltning og tilgængelighed har imidlertid ført til minimal benyttelse af disse og 20 år efter indvielsen blev cykler stadig henkastet i betydeligt omfang over jorden ved metrostationerne trods muligheden for at parkere dem i de tørre overvågede cykelkældre.[46]
- Den tredje etape mellem Lergravsparken og Københavns Lufthavn blev planlagt til at skulle passere på en dæmning i flere meters højde med kun få gennemgangsmuligheder. Det medførte i 2002 betydelig kritik fra områdets beboere med krav om nedgravning eller flere gennemgangsmuligheder. Dette blev kun imødekommet i begrænset omfang, .[47] hvorfor protesterne fortsatte, og naboerne i form af Amager Metro Gruppen anlagde i 2003 sag mod Naturklagenævnet, som havde godkendt projektet.[48][49] Banen blev dog bygget, og først et par uger før indvielsen i september 2007 indledtes sagen ved Østre Landsret,[50] som i januar 2008 frikendte Naturklagenævnet.[51]
- For Københavns Universitets Amager-afdeling var en større udbygning sydpå forventet, men den kom imidlertid ikke. Følgen blev, at den planlagte metrostation Universitetet ville komme til at ligge langt fra universitetet og derved få et misvisende navn.[52] I efteråret 2006 skiftede stationen derfor navn til DR-Byen.[53] Selve universitetet betjenes i stedet af Islands Brygge station.
- I 2006, fire år efter metroens åbning, var antallet af rejsende med den kollektive trafik i København kun øget med 1 % – til forskel for 25 % efter åbningen af et letbanesystem i Lyon.[54]. Selve antallet af metropassagerer var dog steget støt siden åbningen, og selvom det ikke var nået helt op på niveau med forventningerne, havde Ørestadsselskabet opnået et betragteligt overskud.[55].
- Gælden var først beregnet til at være afbetalt i 2038. Til den tid vil både tog og spor være udslidte, men Ørestadsselskabet skar i 2006 ni år af gælden ved at sælge byggegrunde i Ørestaden.[56]
- Da byggeriet af Cityringen gik i gang i 2012, gentog problemerne sig for naboerne til byggepladserne med støj og manglende tilgængelighed til forretninger.[57][58] Metroselskabet afviste klager fra forretningsdrivende, der havde mistet omsætning, med ord som, at man i en storby som København skal kunne tåle omfattende byggeaktivitet i en længere årrække.[57] et argument som den tidligere formand for Taksationskommissionen kaldte misinformation: Metroselskabet har i mange år skamredet regler i vejloven om, at så længe der er adgang til virksomheden, skal den ikke have erstatning. Men ifølge retspraksis er der stor forskel på vejarbejde og metroarbejde; typisk flytter vejarbejde sig løbende, mens metroarbejdet bliver det samme sted.[57] Metroselskabet henviste til, at de berørte kunne få prøvet deres sag hos Ekspropriationskommissionen, en ret som ikke alle berørte var blevet orienteret om.[59] Efterfølgende blev det påpeget, at Ekspropriationskommissionen ikke var uvildig, da den var sammensat af Metroselskabets ejere, dvs. staten, Københavns og Frederiksberg Kommuner.[60]
- I 2015 førte en standsning af metrotrafikken til, at en passager trak i et nødhåndtag, og herefter bevægede flere personer sig ud på sporene og søgte mod nødudgangene, hvilket forårsagede en timelang lukning af metroen, eftersom personalet måtte sikre sig, at der ikke var kommet nogen til skade eller fortsat befandt sig personer i sporområdet.[61]
- I 2019 kørte et metrotog af sporet ved Fasanvej Station, men toget var tomt og ingen kom til skade.[62]

## Status op til 20 års-jubilæet
I 2022 var det 20 år siden metroen åbnede i 2002 (2003 var det første år metroen var i drift et helt år). Nedenfor gøres der status over driftsstabilitet, passagertal og kundetilfredshed i tiden omkring 20 års jubilæet.
- Metroen kører med en fast tidsafstand mellem togene i stedet for en egentlig køreplan. Driftsstabiliteten udregnes ved at se på antallet af faktiske afgange i bestemte tidsrum i forhold til antallet af planlagte afgange. Metroselskabet måler løbende rettidigheden for afgange og driftsstabiliteten på M1/M2 var således i 2020 99,5% sammenlignet med 98,6% i 2013. Driftsstabiliteten på M3/M4 var i 2020 98,6% sammenlignet med 98,4% i det første år 2019.[63]
- Metroens årlige passagertal steg fra 20,4 millioner i 2003 til 73,4 millioner i 2021.[64] I januar 2022 havde metroen kørt med 1 milliard passagerer.[65][66]
- Metroselskabet undersøger løbende kundetilfredshed ved personlige interviews med tilfældige passagerer på linjerne M1/M2 og M3/M4.[67] I 2021 blev der i gennemsnit foretaget ca. 256 interviews hver måned med passagerer på M1/M2 og ca. 255 interviews hver måned med passagerer på M3/M4. I 2021 var henholdsvis 97% af passagegerne på både M1/M2 og M3/M4 meget tilfredse eller tilfredse med rejsen, og kun 1 pct. af kunderne var meget utilfredse eller utilfredse med rejsen.

## Udbygning M3 og M4

### M3: Cityringen
2. december 2005 blev der indgået aftale mellem Københavns Kommune, Frederiksberg Kommune og Regeringen om byggeri af fjerde etape, Cityringen. Linjeføringen for Cityringen blev samtidig lagt fast til: København H. → Rådhuspladsen → Gammel Strand (tidl. Christiansborg) → Kongens Nytorv → Marmorkirken → Østerport Station → Trianglen → Poul Henningsens Plads → Vibenshus Runddel → Skjolds Plads (tidl. Rådmandsmarken) → Nørrebro Station → Nørrebros Runddel → Nuuks Plads (tidl. Landsarkivet) → Aksel Møllers Have → Frederiksberg → Frederiksberg Allé → Enghave Plads → København H. Folketinget vedtog anlægsloven 1. juni 2007, og byggeriet gik i gang i 2009 og ventes at være færdigt i 2019. Anlægsloven blev støttet af alle partier i Folketinget undtagen Enhedslisten, der dog havde støttet vedtagelsen i Københavns Borgerrepræsentation, men ikke ville stemme for i Folketinget på grund af en uenighed om finansieringen af udvidelsen.
Cityringen og metro til Nordhavn og Sydhavn kan ikke bruge samme bane som den nuværende metro, da teknikken er forskellig.
I forbindelse med bygning af Nørrebro Station på Cityringen var Metroselskabets oprindelige plan at bygge et forgreningskammer ved stationen for at lette en videre udbygning af metronettet med en fremtidig strækning: Nørrebro → Brønshøj → Husum → Tingbjerg → TV-Byen → Dynamovej → Herlev Hospital samt TV-Byen → Gladsaxe Trafikplads. Forgreningskammeret blev imidlertid sparet væk i Københavns Kommunes budget for 2009, og dermed er sandsynligheden for en evt. forbindelse mod Brønshøj/Herlev-området stærkt formindsket, idet Metroselskabet anslår at en sådan udbygning uden kammeret kun vil kunne ske ved at Cityringen lukkes helt eller delvist ved Nørrebro Station gennem et længere tidsrum.
Der var forslag fremme om letbane som alternativ til Cityringen, men det blev fravalgt efter udarbejdelse af en planredegørelse bestilt af Københavns Kommune. Der blev påpeget nogle faktuelle fejl i planredegørelsen, men dette blev ikke taget til følge af det politiske flertal, der fandt, at det ikke rokkede ved konklusionen om, at metroens fordele opvejer merprisen. Metroens fordele frem for letbane består fortrinsvis i hurtigere rejsetid på længere strækninger, at metroen ikke mindsker transportkapaciteten på vejnettet, og at den medfører et lille fald i biltrafikken. Til gengæld ville letbane være betydeligt billigere, lettere tilgængelig og kunne bruges som trafikregulerende foranstaltning. Hertil skal dog bemærkes at letbane og metro ikke nødvendigvis udelukker hinanden, tværtimod har de fleste andre storbyer både letbaner/sporvogne og metro/undergrundsbaner.
Cityringen åbnede søndag den 29. september 2019.

### M4

#### M4: Nordhavnsmetro
Den 8. november 2011 offentliggjorde By & Havn og Metroselskabet en undersøgelse omhandlende konsekvenserne ved anlæg af Nordhavnsmetroens første etape samtidig med Cityringen. I rapporten konkluderes det at der vil spares ca. 300 millioner kr. ved anlæg samtidig. 20. juni 2012 indgik Regeringen, Venstre, Dansk Folkeparti, Liberal Alliance og Konservative Folkeparti aftale om at anlægge 1. etape af Nordhavnsmetroen, en strækning med to stationer Nordhavn og Orientkaj.
Nordhavnsmetroen er forlængelse på 2,3 km, heraf 2 km tunnel og 300 m højbane. Nordhavnsmetroen, M4, åbnede 28. marts 2020.
Derudover er der politisk enighed om at anlægge yderligere fire stationer Levantkaj, Krydstogtkaj, Nordstrand og Fiskerikaj i Nordhavnslinjen på et senere tidspunkt. Udvidelsen af M4 i Ydre Nordhavn er i udbud og forventes at stå færdig i 2030.

#### M4: Sydhavnsmetro
I maj 2014 blev Sydhavnsmetroen vedtaget med fem stationer; den går fra København H ud mod Havneholmen, Enghave Brygge, Sluseholmen, Mozarts plads og til København Syd. Denne strækning vil dermed indgå som en del af linje M4. Den 5. februar 2015 blev den vedtaget ved lov i Folketinget, og den åbnede den 22. juni 2024 kl. 12.30. Sydhavnsmetroen er en forlængelse bestående af en 4,5 km lang tunnel.

## Foreslået

### M5: Lynetteholmen (foreslået)
I august 2020 udkom Forundersøgelse Metrobetjening af Lynetteholm. Undersøgelsen blev foretaget af Metroselskabet for Københavns og Frederiksberg Kommuner samt Transport- og Boligministeriet. I forundersøgelsen havde man arbejdet med tre linjeføringer:
- en forlængelse af M4 fra Orientkaj sydover via Lynetteholm og Refshaleøen til Kløverparken.
- en ny linje M5 (lilla) fra København H tværs over Amager og Lynetteholm til Østerport.
- en ny linje M5 Vest (orange) fra København via Forum og Østerport til Lynetteholm.

Forundersøgelsen konkluderede, at på trods af, at M4 forlængelsen var den klart billigste løsning, var den også den klart ringeste, eftersom man ikke løste trængselsproblemerne på M1/M2 og desuden afskar Ydre Nordhavn fra muligheden for metrobetjening af M4 som planlagt. I Københavns Kommunes budgetaftale september 2020 blev det derfor besluttet at gå videre med en screening af hhv. M5 og M5 Vest. Begge linjer baserer sig på den tidligere foreslåede linje M6 (se nedenfor). M5 koster ifølge forundersøgelsen 20,5 milliarder at etablere, mens M5 Vest vil koste 22,8 milliarder. Til gengæld vil man med M5 Vest kunne betjene 78.000 nye mål, mens man med M5 kun vil kunne betjene 26.500 nye mål. Dette skyldes især, at Indre Nørrebro og området omkring Rigshospitalet, der endnu ikke er metrobetjent, vil blive betjent med M5 Vest.
Det er pr. januar 2021 endnu ikke besluttet, hvilken af de to linjeføringer, der arbejdes videre med.
Den 1. august 2024 blev et forslag til linjeføringen sendt til høring.

### M6: Bellahøj til Refshaleøen (foreslået)
I screeningsrapporten Udbygning af kollektiv infrastruktur i København 2 (KIK2) af august 2017 blev forskellige trafikale løsninger screenet, herunder muligheden for metro, letbane, eller bus mellem Brønshøj Torv og Refshaleøen. Her blev det anbefalet at arbejde videre med forslag til bus rapid transit (BRT) eller metro på strækningerne København H – Amagerbro, København H – Refshaleøen (M6) samt Bellahøj – København H – Refshaleøen (M8, som der efter screeningsrapporten ikke arbejdes videre med), samt letbane mellem København H og Brønshøj Torv.
Den foreslåede linjeføring af M6 vil have følgende 13 stationer: Bellahøj, Bispebjerg Hospital, Bispebjerg St., Skjolds Plads, Rigshospitalet, Stengade, Forum, København H, Islands Brygge, Amagerbro, Prags Boulevard, Kløverparken, Refshaleøen. Screeningsrapporten påpeger muligheden for at forlænge M6 under Øresund til Malmø C, med afgrening mellem Prags Boulevard og Kløverparken. Specielt dækningen af Rigshospitalet og Bispebjerg Hospital fremhæves i rapporten som vigtig.
Indstillingen blev godkendt af Københavns borgerrepræsentation uden afstemning i september 2018, med beslutning om at der skulle arbejdes videre med M6 men ikke med M8. Venstre afgav følgende protokolbemærkning, som Det Konservative Folkeparti tilsluttede sig: "Metroselskabet og partierne ser gerne en undersøgelse af, hvordan metrolinjen M6 fra Brønshøj Torv til Refshaleøen via Københavns Hovedbanegård kan betjene havnesnittet med yderligere stationsplaceringer ved Bryggebroen, Vesterbro Torv, H.C. Ørsteds Vej, Nørre Campus og Tomsgårdsvej. Det vil være interessant og gavnligt for det videre arbejde, at disse mulige stationsplaceringer indarbejdes i en efterfølgende udredning."
På grund af kapacitetsproblemerne i den eksisterende metro over havnen, er det blevet anbefalet at anlægge metrostrækningen København H til Prags Boulevard først. Herefter med en mulig forlængelse fra København H til Rigshospitalet, og fra Prags Boulevard til Refshaleøen. Herefter er der mulighed for at forlænge fra Rigshospitalet via Bispebjerg Hospital til Bellahøj, og eventuelt videre til Brønshøj.
Vedtagelsen af at gå videre med anlæggelsen af øen Lynetteholmen i forlængelse af Refshaleøen, som er endestationen på de foreslåede linjeføringer, skete efter screeningsrapporten, og er ikke nævnt. En forlængelse af M6 fra Refshaleøen til Lynetteholmen vil indgå i den kommende forundersøgelse af metrobetjening af Lynetteholmen.

### M7: Metro Havnering (foreslået)
Københavns Kommune har i efteråret 2018 afsluttet to analyser af mulighederne for at udbygge den højklassede kollektive infrastruktur i København. I analysen ”Udbygning af den kollektive infrastruktur i København 2” (KIK2) har det primære fokus været at løse kapacitetsudfordringerne i den eksisterende metro. Det er undersøgt, hvordan kommende byudviklingsområder kan betjenes, så der sikres plads til de mange fremtidige københavnere. Endelig er det undersøgt, hvordan infrastrukturen kan anlægges i etaper.
Analyserne peger på et langsigtet infrastrukturbillede frem til 2050. Infrastrukturen vil kunne anlægges i etaper, hvor kapacitetsproblemerne i metroen mellem Kongens Nytorv og de første stationer på Amager (”havnesnittet”) er vigtigst at få løst.
På kort sigt dvs. omkring 2035 kan en kombination af metro mellem København H og Refshaleøen som minimum til Prags Boulevard sikre tilstrækkelig kapacitet over havnesnittet. Samtidig understøttes gode byudviklingsmuligheder på Nordøstamager/Refshaleøen. På langt sigt dvs. frem mod 2050 bør metroen udbygges til en Metro Havnering, der vil medvirke til at skabe robusthed og regularitet i det kollektive trafiknet.
En ny metrolinje under havnen vil kunne skabe tilstrækkelig kapacitet. Metrolinjen mellem København H og Prags Boulevard vil være 5,5 km lang og have 4 stationer. Linjen vil have ca. 55.000 påstigere pr. hverdagsdøgn og vil aflaste havnesnittet (M1/M2) med ca. 26.000 påstigere pr. hverdagsdøgn i 2035. Linjen vil desuden betjene byudviklingsområder omkring Prags Boulevard og en mindre del af Kløverparken. Der vil være behov for anlæg af et kontrol- og vedligeholdelsescenter til den nye metrolinje, hvilket vil kunne placeres på Nordøstamager. Metrolinjen vil have en restfinansiering på 13,8 mia. kr. (inkl. 50% korrektionstillæg). Metrostrækning vil i en senere etape kunne forlænges til Rigshospitalet mod vest og til Kløverparken og Refshaleøen mod øst. På langt sigt vil den kunne udbygges til en Metro Havnering. Der vil ved Prags Boulevard være mulighed for integration af en evt. Øresundsmetro til Malmø C.
KIK2 analysens resultater genbekræfter KIK-analysen fra 2012. Den pegede tilsvarende på behov for aflastning af havnesnittet samt anlæg af en Metro Havnering på langt sigt.

### Forlængelse af M4 fra København Syd til Hvidovre Hospital (foreslået)
I screeningsrapporten "Forlængelse fra København Syd" er muligheden for at forlænge M4 fra København Syd til Hvidovre Hospital undersøgt. Der er undersøgt 3 linjeføringer:
- Alternativ 1A Metro: Metrolinje mellem København Syd og Hvidovre Hospital uden mellemliggende stationer.
- Alternativ 1B Metro: Metrolinje mellem København Syd og Hvidovre Hospital med mellemliggende stationer ved Grønttorvet, Vigerslev Centret og Hvidovrevej.
- Alternativ 1C Metro: Metrolinje mellem København Syd og Hvidovre Hospital med mellemliggende stationer ved Kulbanevej og Hvidovrevej.

Desuden er der undersøgt alternativer med bus rapid transit (BRT) og letbane til dækning af samme område.

### Forlængelse af M4 fra København Syd mod Emdrup (foreslået)
I screeningsrapporten "Forlængelse fra København Syd" er muligheden for at forlænge M4 fra København Syd i retning mod Emdrup undersøgt. Der er undersøgt 4 alternativer som alle har samme linjeføring, med forskel i hvor/om linjen stoppes før Emdrup og dermed er kortere og billigere i anlæggelse.
- Alternativ 4A Metro Metrolinje mellem København Syd og Godthåbsvej med mellemliggende stationer ved Valby, Zoologisk Have og Fasanvej.
- Alternativ 4B Metro Metrolinje mellem København Syd og Nørrebro med mellemliggende stationer ved Valby, Zoologisk Have, Fasanvej, Godthåbsvej og Borups Allé.
- Alternativ 4C Metro Metrolinje mellem København Syd og Bispebjerg Hospital med mellemliggende stationer ved Valby, Zoologisk Have, Fasanvej, Godthåbsvej, Borups Allé, Nørrebro og Tagensbo.
- Alternativ 4D Metro Metrolinje mellem København Syd og Emdrup med mellemliggende stationer ved Valby, Zoologisk Have, Fasanvej, Godthåbsvej, Borups Allé, Nørrebro, Tagensbo og Bispebjerg Hospital.

### Vesterbro Torv til Rigshospitalet (foreslået)
Frederiksberg Kommune har fået lavet rapporten "Nye metrolinjer på Frederiksberg - Trafikmodelberegninger" med mulige nye metrolinjer til betjening af Frederiksberg. En mulighed som undersøges er forlængelse af M4 fra København Syd mod Emdrup, som er nævnt i afsnittet ovenfor.
En alternativ mulighed som undersøges er en forlængelse af den endnu ikke vedtagne M6/M7 fra Vesterbro Torv til Rigshospitalet, med mellemstationer Carlsberg, Zoologisk Have, Fasanvej, Godthåbsvej, Lundtoftegade, og Nørrebros Runddel. Da denne linje vil betjene mange af de samme stationer som en forlængelse af M4, så må man antage at disse to løsninger er alternativer, som ikke begge anlægges. Denne rapport er lavet på baggrund af KIK, og før beslutningerne baseret på KIK2 blev truffet, og antager blandt andet en anlæggelse af en M7 havnering som Københavns Kommune ikke har taget nogen beslutninger om (i modsætning til M6, som er under aktiv undersøgelse).

### Malmø (foreslået)
Københavns kommune og Malmø stad undersøger mulighederne for en metroforbindelse på tværs af Øresund, til dels som en aflastning af Øresundsbroen, der nærmer sig sin maksimale kapacitet, en sådan forbindelse vil tidligst kunne stå klar i 2030'erne.

### Øvrige strækninger
Allerede i maj 2011 fremsatte Københavns Kommune et idékatalog, hvori kommunen udtrykker ønske om at der anlægges yderligere tre metrolinjer, heriblandt en linje M4 som kombinerer Nord- og Sydhavnslinjerne og forlænget via Grønttorvet til Hvidovre Hospital. 11 Vestegnskommuner foreslog i januar 2019, at føre denne linje frem til Rødovre Centrum. Kommunens plan indeholder desuden ønsker om en linje M6 fra Bispebjerg Hospital og Brønshøj til Tingbjerg over Rigshospitalet og Amagerbrogade til Kastrup Lufthavn, samt at denne linje desuden suppleres med en ekstra metroring (M7), som foreslås at løbe i samme traché som M6 på strækningen mellem Rigshospitalet og Amagerbro, og som foreslås ført via Østerport, på tværs under indsejlingen til Københavns Havn, via Refshaleøen, Amagerbro og Islands Brygge. M7's linjeføring over det nordøstlige Amager skyldes et kommunalt ønske om på sigt at omdanne Burmeister & Wains tidligere værftsområde til anden bebyggelse. Linjenummer M5 er reserveret til en eventuel opgradering af S-togenes linje F (Ringbanen) til metrodrift og forlænget via Islands Brygge og på tværs af Amager til Kastrup Lufthavn. Sidstnævnte strækning vil kræve anlæggelse af et metrospor parallelt med de spor som anvendes af bl.a. Øresundstogene mellem København H og Kastrup Lufthavn.
Ydermere har Frederiksberg Kommune foreslået en metrostrækning langs Nordre og Søndre Fasanvej, forbi Zoologisk Have, CBS, Frederiksberg Hospital og med forbindelse til M1 og M2 ved Fasanvej station. Dette foreslås udført enten ved at føre M4 fra København Syd via Valby til Frederiksberg og derfra via Nørrebro (forbindelse til Cityringen) til Bispebjerg, eller ved at føre ringlinje M7 længere mod vest ift. Københavns kommunes forslag, via Carlsberg Byen til Zoologisk Have og derfra videre ad Fasanvej til Borups Allé, hvorfra der drejes ind imod Nørrebros Runddel (forbindelse til Cityringen) inden linjen mødes med M6 (og sig selv) ved Rigshospitalet.
En analyse fra Trafikministeriet udarbejdet januar 2012 nævner desuden mulighed for at afgrene M1 og M2 ved Flintholm Station, således at M1 fremover vil være den eneste linje til at betjene Vanløse Station, mens M2 forlænges fra Flintholm Station over Rødovre til Brøndbyøster.
I begyndelsen af 2019 sendte 11 af Vestegnens borgmestre et brev om forlængelse af Sydhavnsmetroen via Grønttorvet, Hvidovre Hospital til Rødovre Centrum.

## Antal rejsende 2002-17
Antal daglige passagerer afrejsende med metroen ifølge Ørestadsselskabet
| Fra Station    | 11.12.2002 | 02.04.2004 | 15.04.2005 | 2017   |
| -------------- | ---------- | ---------- | ---------- | ------ |
| Amagerbro      | 3.787      | 6.825      | 7.213      | 10.150 |
| Bella Center   | 457        | 1.239      | 2.404      | 3.392  |
| Christianshavn | 6.976      | 13.666     | 11.135     | 14.747 |
| DR byen        | 1.122      | 2.136      | 1.815      | 3.876  |
| Fasanvej       | -          | 4.369      | 5.393      | 6.620  |
| Frederiksberg  | -          | 9.944      | 10.660     | 12.836 |
| Flintholm      | -          | 3.595      | 4.707      | 9.535  |
| Forum          | -          | 6.230      | 7.674      | 9.875  |
| Islands Brygge | 11.264     | 16.397     | 16.244     | 7.001  |
| Kgs. Nytorv    | -          | -          | -          | 23.983 |
| Lergravsparken | 4.323      | 6.094      | 6.679      | 6.016  |
| Lindevang      | -          | 3.101      | 3.539      | 3.912  |
| Nørreport      | 18.868     | 29.761     | 32.033     | 48.618 |
| Sundby         | 322        | 569        | 911        | 808    |
| Vanløse        | -          | 7.045      | 8.570      | 11.315 |
| Vestamager     | 673        | 473        | 454        | 2.863  |
| Ørestad        | 1.521      | 9.094      | 5.589      | 7.942  |